# Kjell Søbak
Kjell Søbak (Bodø, 21 giugno 1957) è un ex biatleta norvegese.

## Biografia
In carriera prese parte a due edizioni dei Giochi olimpici invernali, Lake Placid 1980 (5° nella sprint, 4° nella staffetta) e Sarajevo 1984 (4° nella sprint, 2° nella staffetta), e a cinque dei Campionati mondiali, vincendo due medaglie.

## Palmarès

### Olimpiadi
- 1 medaglia:
  - 1 argento (staffetta a Sarajevo 1984)

### Mondiali
- 2 medaglie:
  - 1 argento (staffetta a Minsk 1982)
  - 1 bronzo (staffetta ad Anterselva 1983)

### Mondiali juniores
- 2 ori (sprint a Vingrom 1977; sprint a Hochfilzen 1978)[1].

### Coppa del Mondo
- Miglior piazzamento in classifica generale: 3º nel 1981 e nel 1982

### Campionati norvegesi
- 3 ori (sprint nel 1979; individuale nel 1980; sprint nel 1983)[2]